# John McBryde
John Peter Robert McBryde, född 9 mars 1939 i Maryborough, är en australisk före detta landhockeyspelare.
McBryde blev olympisk bronsmedaljör i landhockey vid sommarspelen 1964 i Tokyo.